# Roscoe (Texas)
Roscoe è un comune (city) degli Stati Uniti d'America della contea di Nolan nello Stato del Texas. La popolazione era di 1 322 abitanti al censimento del 2010.

## Geografia fisica
Roscoe è situata a 32°26′45″N 100°32′19″W (32.4459520 -100.5387184).
Secondo lo United States Census Bureau, la città ha una superficie totale di 6,04 km², dei quali 6,04 km² di territorio e 0 km² di acque interne (0% del totale).

## Società

### Evoluzione demografica
Secondo il censimento del 2010, la popolazione era di 1 322 abitanti.

### Etnie e minoranze straniere
Secondo il censimento del 2010, la composizione etnica della città era formata dal 78,82% di bianchi, l'1,82% di afroamericani, l'1,29% di nativi americani, lo 0% di asiatici, lo 0% di oceanici, il 15,89% di altre razze, e il 2,19% di due o più etnie. Ispanici o latinos di qualunque razza erano il 42,89% della popolazione.